# Blade (videojuego en desarrollo)
Marvel's Blade es un próximo juego de acción y aventuras desarrollado por Arkane Lyon y publicado por Bethesda Softworks. Basado en el personaje de Marvel Comics, Blade, contará con una narrativa original basada en la mitología del cómic del personaje, además de derivar de varias apariciones en otros medios. La historia sigue al cazador de vampiros Eric Brooks mientras intenta evitar una invasión vampírica en París, Francia, mientras lucha con sus orígenes entre los vivos y los no muertos. El juego se anunció en diciembre de 2023 en los The Game Awards y para entonces ya había comenzado el desarrollo inicial. Está dirigido por el Dinga Bakaba y el codirector creativo Sebastien Mitton, que también se desempeña como director de arte.

## Sinopsis

### Personajes y escenario
El juego sigue a Eric Brooks, un dhampir que ha pasado su vida como "el Daywalker", un cazador de vampiros y otras criaturas de la noche, mientras lucha con una doble herencia, marcada por la calidez de la sociedad humana y la sed de sangre de los no-muertos. La narrativa del juego lo lleva a una zona de cuarentena en el centro de París, Francia, donde un grupo de vampiros ha surgido para aterrorizar la ciudad por la noche, obligando a los civiles a refugiarse dentro de sus casas hasta el amanecer.

## Jugabilidad
Marvel's Blade es un título de acción y aventuras en tercera persona basado, marcando así una desviación de los juegos anteriores desarrollados por Arkane Lyon, que generalmente se jugaban desde una perspectiva en primera persona.

## Desarrollo
Arkane Lyon, la división de desarrollo con sede en Francia de Arkane Studios, conocida por su trabajo en la serie Dishonored y Deathloop (2021), comenzó el trabajo preliminar en enero de 2022 después de la finalización y el lanzamiento de Deathloop. Durante este período, al director creativo de Arkane Lyon, Dinga Bakaba, y al director de arte, Sebastien Mitton, se les ofreció la oportunidad de colaborar con Marvel Games, ya que la firma había estado en proceso de ofrecer la licencia de sus personajes a desarrolladores externos en un compromiso para renovar su enfoque en títulos AAA, como la serie Spider-Man con Insomniac Games, Marvel's Avengers (2020) con Crystal Dynamics y Marvel's Guardians of the Galaxy con Eidos-Montréal. El dúo presentó su visión de un juego independiente centrado en Blade, lo cual fue respondido con entusiasmo por parte del vicepresidente de Marvel Games, Bill Rosemann, afirmando que "el toque Arkane se adapta a Blade como su gabardina característica". Las perspectivas del título entusiasmaron de manera similar al exvicepresidente de marketing de Bethesda Softworks, Pete Hines, comentando que "Dinga y Arkane tenían algo especial bajo la manga".El juego de Arkane marca el primer título centrado en el personaje desde los vínculos del videojuego con las películas Blade de New Line Cinema, así como la primera aparición independiente del personaje en un videojuego original no vinculado a otros medios.
En los documentos internos de la hoja de ruta de Bethesda Softworks se mencionó un juego con licencia sin título que estaba programado para el año fiscal 2024, que finaliza el 30 de septiembre de 2024. Tras filtrarse en la audiencia de la Comisión Federal de Comercio (FTC) sobre la adquisición de Activision Blizzard por parte de Microsoft en agosto de 2023, el plazo de lanzamiento precedió a la adquisición de la empresa matriz de Bethesda, ZeniMax Media, por parte de Microsoft en marzo de 2021, lo que consolidó los estudios de desarrollo de Bethesda como parte de Xbox Game Studios antes de ser reestructurada como subsidiaria de Microsoft Gaming. En ese momento, Bethesda ya había sido seleccionada por Disney para publicar un juego de Indiana Jones desarrollado por MachineGames bajo licencia de Lucasfilm Games.
Marvel's Blade se anunció con un avance cinematográfico durante en los The Game Awards 2023 el 7 de diciembre de 2023, como un título colaborativo entre Arkane Lyon, Bethesda y Marvel. El anuncio estuvo acompañado de una entrevista entre el presentador de The Game Awards, Geoff Keighley, el director del juego Dinga Babka y Bill Rosemann. Babka, que retoma las funciones de dirección , habló sobre el personaje de Blade y la resonancia que le inculcó como alguien que también compartía sus antecedentes mixtos y que estaba emocionado de colocar al personaje en su ciudad natal de París como escenario del juego, afirmando que consideraba la oportunidad del estudio de interpretar el material a su manera un sueño para él, así como un desafío que el estudio abrazaba "con pasión".  El cocreador y director de arte Sebastien Mitton comentó que acercarse a un personaje como Blade era una oportunidad para impulsar la dirección de arte de Arkane hacia sensibilidades más modernas. Por su parte,  Rosemann citó la pasión personal y la visión audaz de Blade como la razón por la que Arkane fue seleccionada para desarrollar el juego. Xbox confirmó su participación en el desarrollo poco después del anuncio. La semana siguiente, Sebastien Mitton mostró el arte conceptual inicial que establece las imágenes estilizadas del juego, el diseño de personajes de Blade y los elementos del escenario de París. El juego estará impulsado por la tecnología patentada de Arkane, Void Engine, a diferencia de Redfall (2023) de Arkane Austin, que optó por utilizar Unreal Engine 4.